# Carabinae
Sous-famille
Les Carabinae sont une sous-famille d'insectes de l'ordre des coléoptères, de la famille des Carabidae.

## Systématique
La sous-famille a été décrite par l'entomologiste français Pierre André Latreille en 1802.

### Taxinomie
La sous-famille se décompose en quatre tribus :
- Carabini
- Ceroglossini
- Cychrini
- Pamborini

### Principaux genres
- Callisthenes Fischer von Waldheim, 1821
- Calosoma Weber, 1801
- Carabus Linnaeus, 1758
- Cychrus Fabricius, 1794